# Хайянь (Цинхай)
Хайя́нь (кит. упр. 海晏, пиньинь Hǎiyàn) — уезд Хайбэй-Тибетского автономного округа провинции Цинхай (КНР).

## История
В 4 году, во времена диктатуры Ван Мана, был образован округ Сихай (西海郡), власти которого разместились в находившемся в этих местах Саньцзюэчэне, но после смуты, последовавшей за свержением Ван Мана, структуры округа были расформированы. При империи Восточная Хань в 102 году округ Сихай был создан вновь, но впоследствии эти места были захвачены цянами.
При империях Суй и Тан эти земли входили в состав государства Тогон. В 663 году они были захвачены тибетцами. В XVI веке здесь осели монголы, и на этих землях было введено традиционное монгольское административное деление (на аймаки и хошуны).
После образования Китайской республики эти земли были в 1917 году разделены между уездами Дулань (都兰县) и Хуанъюань (湟源县), а с 1930 года целиком вошли в состав уезда Дулань. В 1943 году был образован уезд Хайянь.
В 1952 году уезд был преобразован в Хайянь-Тибетский автономный район (海晏藏族自治区), но в декабре 1953 года вновь стал уездом Хайянь, подчинённым новообразованному Хайбэй-Тибетскому автономному округу.

## Административное деление
Уезд Хайянь делится на 2 посёлка, 3 волости и 1 национальную волость.